# 12596 Shukla
12596 Shukla è un asteroide della fascia principale. Scoperto nel 1999, presenta un'orbita caratterizzata da un semiasse maggiore pari a 2,3546602 au e da un'eccentricità di 0,1924776, inclinata di 2,58843° rispetto all'eclittica.
L'asteroide è dedicato alla studentessa statunitense Kavita M. Shukla.